# Villamayor de los Montes (kommunhuvudort)
Villamayor de los Montes är en kommunhuvudort i Spanien.   Den ligger i provinsen Provincia de Burgos och regionen Kastilien och Leon, i den centrala delen av landet, 190 km norr om huvudstaden Madrid. Villamayor de los Montes ligger 888 meter över havet och antalet invånare är 218.
Terrängen runt Villamayor de los Montes är platt, och sluttar västerut. Runt Villamayor de los Montes är det glesbefolkat, med 19 invånare per kvadratkilometer. Närmaste större samhälle är Lerma, 8,8 km söder om Villamayor de los Montes. Trakten runt Villamayor de los Montes består till största delen av jordbruksmark.